# João Batista Libanio
Juan Bautista Libanio (Belo Horizonte, 19 de febrero de 1932 - Curitiba, 30 de enero de 2014) fue un jesuita de Brasil, licenciado en lenguas neolatinas por la Pontificia Universidad Católica de Río de Janeiro. Fue doctor en Teología por la Universidad Gregoriana de Roma. Fue profesor emérito en la Faculdade Jesuíta de Filosofia e Teologia en Belo Horizonte, y colaboraba en una parroquia como vicepárroco.
Sus numerosos libros y artículos en portugués se refieren a las temáticas de teología de la liberación, teología fundamental, cristianismo y contemporaneidad, y globalización. Algunas de sus obras han sido traducidas al español, como La vuelta a la gran disciplina, Discernimiento y política, Discernimiento y mediaciones socio-políticas y Saber pensar. 
Falleció el 30 de enero en la ciudad de Curitiba, capital del estado de Paraná.